# Chiesa del Beato Antonio Rosmini in Sant'Ambrogio ad Urbem
La Chiesa di Sant'Ambrogio ad Urbem è parte della Parrocchia Beato Antonio Rosmini di Milano, presente nel decanato di Cagnona-Gallaratese-Quarto Oggiaro.

## Storia
La presenza rosminiana a Milano ha origine intorno al 1940, con la costruzione della Chiesa di San Romano alla Torrazza che venne elevata a parrocchia: già nel 1976 si provò a sostituirla con una costruzione più moderna, ma non andò in porto.
Fu necessario attendere il 1988 perché Carlo Maria Martini la inserisse nel piano Montini delle chiese ambrosiane da ricostruire, col il nome di Sant’Ambrogio ad Urbem, e infine incominciò la costruzione della chiesa nel 1996 e venne terminata tre anni più tardi: per ragioni economiche il progetto venne ridotto, evitando la costruzione del campanile, degli appartamenti delle suore e la parte meridionale dell'oratorio, anche il sagrato rimase incompleto.
La nuova chiesa subì dei necessari lavori di consolidamento già nel 2003-2004 a causa di un muro a rischio crollo, che venne demolito, e nel 2005 la sede di parrocchia di San Romano viene ufficialmente spostata nel nuovo plesso.
L'11 settembre 2017 un decreto vescovile muta la denominazione della parrocchia in quella odierna, aggiungendo una dedica ad Antonio Rosmini: viene infine consacrata il 10 febbraio 2018 dall'arcivescovo Mario Delpini.